# Robin Gosens
Robin Everardus Gosens (Emmerik, 5 juli 1994) is een Duits-Nederlands voetballer die als linksback en als linkshalf kan spelen. Hij verruilde Union Berlin in 2024 op huurbasis voor Fiorentina. Gosens debuteerde in 2020 in het Duits voetbalelftal.

## Persoonlijk
Robin Gosens werd geboren in Emmerik vlak bij de Nederlandse grens en groeide op in Elten, een deelgemeente van Emmerik. Elten maakte van 1949 tot 1963 deel uit van het Nederlandse bestuur en veel inwoners zijn om die reden Nederlands staatsburger. Gosens vader Holger heeft de Nederlandse nationaliteit, maar hij heeft maar weinig relaties met het land.

## Clubcarrière
Gosens speelde in de jeugd bij FC Fortuna Elten 1910, 1. FC Bocholt en VfL Rhede. Hij werd in 2012 opgenomen in de jeugdopleiding van Vitesse. Aanvankelijk kwam Gosens uit voor de A-jeugd van de Arnhemmers. Hij maakte al snel de overgang naar Jong Vitesse. Gosens maakte op 7 januari 2014 zijn officieuze debuut voor Vitesse, tijdens een oefenwedstrijd tegen VfL Wolfsburg. Hij speelde daarna in de tweede seizoenshelft van 2013/14 op huurbasis voor FC Dordrecht in de Eerste divisie. Na promotie naar de Eredivisie speelde hij ook een jaar op het hoogste niveau met FC Dordrecht.
Nadat zijn contract bij Vitesse was afgelopen en hij geen zicht had op een nieuwe verbintenis, tekende Gosens in juni 2015 voor drie jaar bij Heracles Almelo. Hij speelde in totaal 70 wedstrijden voor de Heraclieden, waarin hij vijf keer scoorde. Gosens behoorde in het seizoen 2015/16 tot het Heracles dat zich voor het eerst in de clubhistorie plaatste voor Europees voetbal, de voorronden van de Europa League.
Gosens tekende op 2 juni 2017 een driejarig contract bij Atalanta Bergamo, de nummer vier van Italië in het voorgaande seizoen. Hiervoor ging hij spelen in de Serie A en kwam hij voor het eerst uit in zowel het hoofdtoernooi van de Europa League als de Champions League. Na twee jaar schipperen tussen basis- en reserveplaatsen werd Gosens in 2019/20 een onbetwiste basisspeler bij Atalanta. Zijn teamgenoten en hij werden in de periode 2018-2021 drie jaar op rij derde in de Serie A, de drie hoogste eindklasseringen in de clubgeschiedenis. Daarnaast bereikten ze in 2019/20 de kwartfinale van de Champions League.
Gosens liep in september 2021 een hamstringblessure op die hem vijf maanden zou kosten om van te herstellen. Toch klopte regerend landskampioen Internazionale in de winterstop aan bij Atalanta om hem tot het einde van het seizoen te huren. Eenmaal hersteld kon hij nog zeven speelronden van 2021/22 spelen. Internazionale lijfde hem in juli 2022 definitief in. Gosens werd bij Internazionale hoofdzakelijk invaller, meestal voor Federico Dimarco. Hij won in 2022/23 de Coppa Italia en haalde de finale van de Champions League met zijn teamgenoten. Hij viel in 32 competitieronden 21 keer in, in 5 bekerronden 3 keer en in 11 speelronden in de Champions League 8 keer.
Gosens verruilde Internazionale in augustus 2023 voor Union Berlin. Dat was in het voorgaande seizoen vierde geworden in de Bundesliga en bezig een team samen te stellen om voor het eerst in de clubhistorie de Champions League mee in te gaan.

## Clubstatistieken
| Seizoen                     | Club                        | Competitie                  | Competitie | Competitie | Beker | Beker | Internationaal | Internationaal | Overig | Overig | Totaal | Totaal |
| Seizoen                     | Club                        | Competitie                  | Duels      | Goals      | Duels | Goals | Duels          | Goals          | Duels  | Goals  | Duels  | Goals  |
| --------------------------- | --------------------------- | --------------------------- | ---------- | ---------- | ----- | ----- | -------------- | -------------- | ------ | ------ | ------ | ------ |
| 2013/14                     | Vitesse                     | Eredivisie                  | 0          | 0          | 0     | 0     | –              | –              | 1      | 0      | 1      | 0      |
| Clubtotaal Vitesse          | Clubtotaal Vitesse          | Clubtotaal Vitesse          | 0          | 0          | 0     | 0     | 0              | 0              | 1      | 0      | 1      | 0      |
| 2013/14                     | → FC Dordrecht              | Eerste divisie              | 16         | 1          | 0     | 0     | –              | –              | 4      | 0      | 20     | 1      |
| 2014/15                     | → FC Dordrecht              | Eredivisie                  | 31         | 2          | 2     | 0     | –              | –              | –      | –      | 33     | 2      |
| Clubtotaal FC Dordrecht     | Clubtotaal FC Dordrecht     | Clubtotaal FC Dordrecht     | 47         | 3          | 2     | 0     | 0              | 0              | 4      | 0      | 53     | 3      |
| 2015/16                     | Heracles Almelo             | Eredivisie                  | 32         | 2          | 3     | 1     | –              | –              | 3      | 0      | 38     | 3      |
| 2016/17                     | Heracles Almelo             | Eredivisie                  | 28         | 2          | 2     | 0     | 2              | 0              | 0      | 0      | 32     | 2      |
| Clubtotaal Heracles Almelo  | Clubtotaal Heracles Almelo  | Clubtotaal Heracles Almelo  | 60         | 4          | 5     | 1     | 2              | 0              | 3      | 0      | 70     | 5      |
| 2017/18                     | Atalanta Bergamo            | Serie A                     | 21         | 1          | 2     | 0     | 3              | 1              | 0      | 0      | 26     | 2      |
| 2018/19                     | Atalanta Bergamo            | Serie A                     | 28         | 3          | 3     | 0     | 5              | 0              | 0      | 0      | 36     | 3      |
| 2019/20                     | Atalanta Bergamo            | Serie A                     | 34         | 9          | 1     | 0     | 8              | 1              | 0      | 0      | 43     | 10     |
| 2020/21                     | Atalanta Bergamo            | Serie A                     | 32         | 11         | 5     | 0     | 7              | 1              | 0      | 0      | 44     | 12     |
| 2021/22                     | Atalanta Bergamo            | Serie A                     | 6          | 1          | 0     | 0     | 2              | 1              | 0      | 0      | 8      | 2      |
| Clubtotaal Atalanta Bergamo | Clubtotaal Atalanta Bergamo | Clubtotaal Atalanta Bergamo | 121        | 25         | 11    | 0     | 25             | 4              | 0      | 0      | 157    | 29     |
| 2021/22                     | Internazionale              | Serie A                     | 7          | 0          | 2     | 1     | 0              | 0              | 0      | 0      | 9      | 1      |
| 2022/23                     | Internazionale              | Serie A                     | 32         | 3          | 5     | 0     | 11             | 1              | 1      | 0      | 49     | 4      |
| Clubtotaal Internazionale   | Clubtotaal Internazionale   | Clubtotaal Internazionale   | 39         | 3          | 7     | 1     | 11             | 1              | 1      | 0      | 58     | 5      |
| Carrière totaal             | Carrière totaal             | Carrière totaal             | 267        | 35         | 25    | 2     | 38             | 5              | 9      | 0      | 339    | 42     |

Bijgewerkt op 22 augustus 2023

## Interlandcarrière
Gosens kwam nooit uit voor nationale jeugdselecties van Nederland of Duitsland. Bondscoach Joachim Löw riep hem op 25 augustus 2020 voor het eerst op voor het Duits voetbalelftal. Hij debuteerde op 3 september als basisspeler als Duits international, tijdens een wedstrijd in de UEFA Nations League tegen Spanje. Löw nam Gosens een klein jaar later ook mee naar het EK 2020. Hierop begon hij in alle vier de wedstrijden van Duitsland in de basis. Hij maakte in de met 4–2 gewonnen groepswedstrijd tegen Portugal zelf de vierde Duitse goal en gaf assists bij de eerste en derde.

## Erelijst
| Coppa Italia | 2x | 2021/22, 2022/23 |

1 Terracciano ·
2 Dodô ·
4 Bove ·
5 Pongračić ·
6 Ranieri ·
8 Mandragora ·
9 Beltrán ·
10 Guðmundsson ·
15 Comuzzo ·
17 Zaniolo ·
18 Marí ·
20 Kean ·
21 Gosens ·
22 Moreno ·
23 Colpani ·
24 Richardson ·
27 Ndour ·
29 Adli ·
30 Martinelli ·
32 Cataldi ·
43 De Gea ·
44 Fagioli ·
63 Caprini ·
65 Parisi ·
90 Folorunsho ·
Coach: Palladino
· Assistent-coach: Peluso
1 Neuer  ·
2 Rüdiger ·
3 Halstenberg ·
4 Ginter ·
5 Hummels ·
6 Kimmich ·
7 Havertz ·
8 Kroos ·
9 Volland ·
10 Gnabry ·
11 Werner ·
12 Leno ·
13 Hofmann ·
14 Musiala ·
15 Süle ·
16 Klostermann ·
17 Neuhaus ·
18 Goretzka ·
19 Sané ·
20 Gosens ·
21 Gündoğan ·
22 Trapp ·
23 Can ·
24 Koch ·
25 Müller ·
26 Günter ·
Coach: Löw